# Thank You (Dido)
Thank You è un singolo della cantante britannica Dido, pubblicato il 12 settembre 2000 come terzo estratto dal primo album in studio No Angel.

## Descrizione
Prima della sua pubblicazione ufficiale il brano, scritto da Dido e Paul Herman e prodotto da Dido e suo fratello Rollo Armstrong, era stato inserito nella colonna sonora del film Sliding Doors del 1998 e un campionamento della prima strofa era stato usato nel brano di Eminem Stan, pubblicato successivamente il 20 novembre 2000 in collaborazione con la stessa Dido come singolo estratto dall'album in studio The Marshall Mathers LP.
La canzone è dedicata all'allora fidanzato della cantante Bob Page, nella quale lei lo ringrazia per averle dato "il giorno migliore della sua vita" in riferimento al loro primo incontro.
Nel 2023 il ritornello della canzone viene nuovamente campionato nel brano singolo When Love Sucks di Jason Derulo, sempre in collaborazione con Dido.

## Video musicale
Il video prodotto per Thank You, diretto da Dave Meyers, nella sceneggiatura non sviluppa il tema della canzone ma in qualche modo ne estende il messaggio, prendendo spunto da una particolare frase dell'ultima strofa ("and even if my house falls down"). Dido interpreta il ruolo di vittima di uno sfratto, con poliziotti e ufficiali giudiziari che la portano via a forza da una villetta incastrata fra due grattacieli ed evidentemente ultima superstite di un'implacabile speculazione edilizia. La situazione drammatica contrasta efficacemente sia con la leggerezza del brano, sia con la serenità della protagonista, cui tutto sembra scivolare addosso e che tratta con tranquilla superiorità l'esercito di operai intenti a smontarle la casa. Il video si chiude con Dido che guarda il villino che crolla sotto i colpi dei demolitori, ma poi va per la sua strada senza fare una piega, rappresentando simbolicamente la capacità di resistere alle avversità della vita di chi sia sostenuto da vera forza interiore.

## Tracce
CD Singolo (Stati Uniti)
1. Thank You – 3:17

CD Maxi (Europa)
1. Thank You (Album Version) – 3:29
2. Thank You (Deep Dish Not Elton Vocal) – 9:29
3. Thank You (Skinny Mix) – 3:20

- Extra: Thank You (Music Video)

Cassetta (Europa)
1. Thank You (Album Version) – 3:29
2. Thank You (Deep Dish Not Elton Vocal) – 9:29

12" (Europa)
- Lato A

1. Thank You (Deep Dish Not Elton Vocal) – 9:29

- Lato B

1. Thank You (Deep Dish Dub) – 10:29

## Classifiche

### Classifiche settimanali
| Classifica (2001) | Posizione massima |
| ----------------- | ----------------- |
| Austria           | 25                |
| Belgio (Fiandre)  | 22                |
| Belgio (Vallonia) | 29                |
| Francia           | 30                |
| Germania          | 41                |
| Irlanda           | 5                 |
| Italia            | 41                |
| Norvegia          | 17                |
| Nuova Zelanda     | 3                 |
| Paesi Bassi       | 29                |
| Regno Unito       | 3                 |
| Spagna            | 9                 |
| Stati Uniti       | 3                 |
| Svezia            | 42                |
| Svizzera          | 16                |

### Classifiche di fine anno
| Classifica (2001) | Posizione |
| ----------------- | --------- |
| Nuova Zelanda     | 14        |